# Důl Josef SDF (Slezská Ostrava)
Důl Josef SDF (Slezská Ostrava) byl černouhelný hlubinný důl v Polské (Slezské) Ostravě v jihozápadní části dobývacího pole dolu Michal. Byl součástí dolů Severní dráhy Ferdinandovy (SDF).

## Historie

### Historie dolu Josef
Zakladatelem dolu byla Severní dráha císaře Ferdinanda. Název dolu byl údajně zvolen podle křestního jména generálního sekretáře SDF a správního rady Josefa Stummra.
V roce 1879 byla hloubena víceúčelová jáma Josef v jihozápadní části důlního pole dolu Michal, které v té době nebylo pro tektonické pásmo severojižní poruchy přístupné z dolu Michal. V hloubce 60 m otevřela karbonské pohoří a v hloubce 118 m prošla slojí Mohutný jakloveckých vrstev. V roce 1916 byla těžba převedena na modernizovaný důl Michal. Uhlí bylo dopravováno překopem z dolu Josef na důl Michal. Důl Josef se stal pomocným dolem. Byl přebudován na větrní jámu.
Koncem roku 1932 byl zastaven provoz jámy Josef, a ta byla na ústí uzavřena poklopem. V roce 1935 byla až do tělesa jámy vyrubána sloj Mohutný, následkem čehož došlo v roce 1936 v hloubce 90 m ke zhroucení jámy. Téhož roku byl nad 9. patrem v hloubce 435 m zřízen uzavírací poval, který byl v roce 1940 nahrazen cihlovou klenbou. Zbývající úsek jámy mezi 9. a 11. patrem v délce 194 m byl nadále používán jako větrní cesta k dolu Jan. Důl Josef byl funkčním dolem v období 1879 až 1932, uhlí bylo těženo v letech 1884 až 1916.

## Současný stav
V roce 1975 byl horní úsek jámy do hloubky 90 m likvidován zasypáním a dolní nezasypaná část jámy byla v dole znepřístupněna hrází.

### Strojní a technické zařízení
Jáma Josef byla vybavena těžním dvouválcovým ležatým parním strojem, systém Erhard a Schuckert o výkonu 150 HP. Průřez jámy byl rozdělen zděnou přepážkou na oddělení větrní a těžní. Přepážka byla vyzděna do hloubky 156 m po 3. patro. Větrní oddělení bylo vybaven ventilátorem soustavy Guibal o max. výkonu 180 m3/min. Ventilátor z roku 1884 vyroben Strojírnami hr. Salma v Blansku včetně pohonu.
V roce 1916 byl vybaven ventilátorem soustavy Dinnendahl o výkonu 250 až 400 m3/min. z roku 1914, vyroben firmou Breitfeld-Daněk, Slaný, s elektrickým pohonem firmy A.E.G., Berlín. Původní ventilátor Guibal byl ponechán jako záložní.
V období 1897 až 1928 byla jáma prohloubena ze 7. patra v hloubce 320 m na poslední 11. patro v hloubce 632 m. V roce 1928 měla jáma Josef konečnou hloubku 652,6 m.

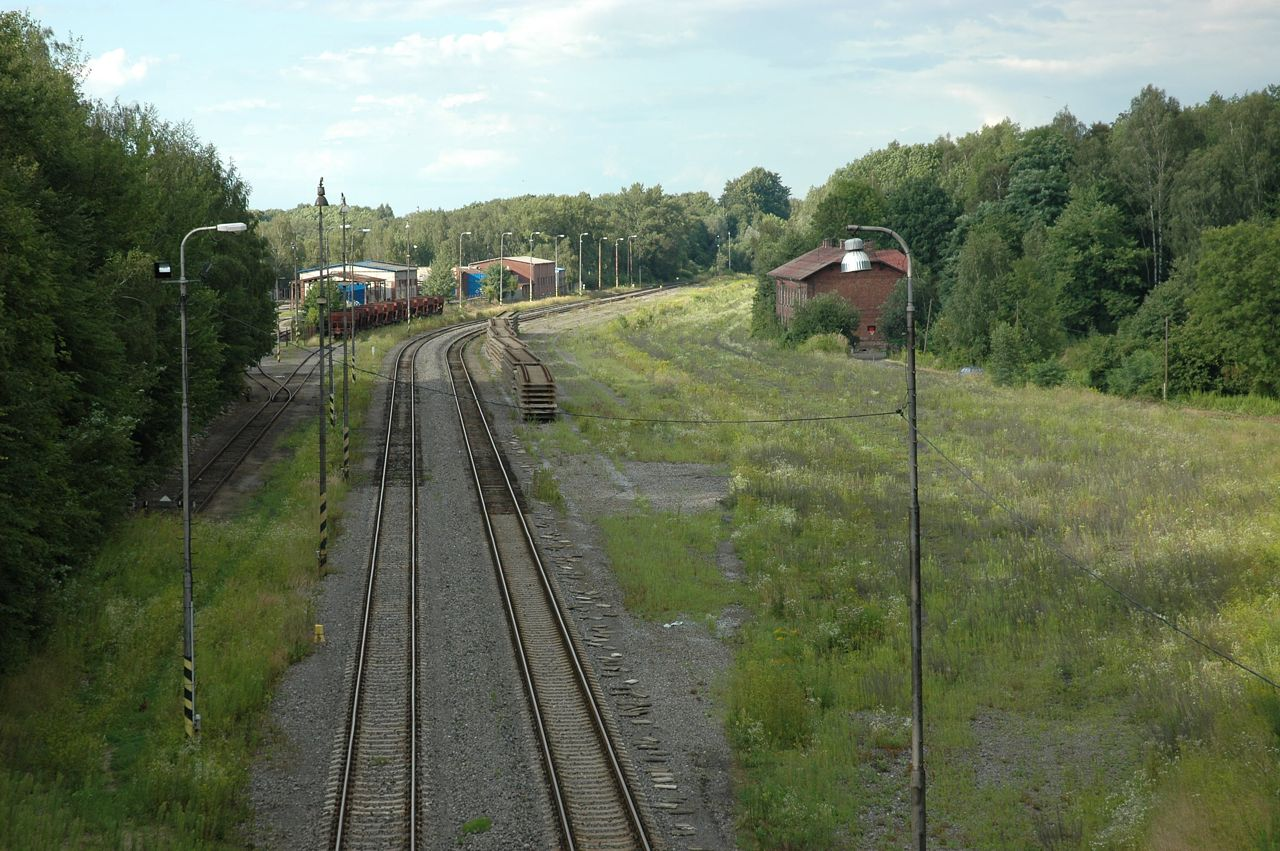
Stanice Josefova jáma na Báňské dráze (stav v roce 2008 po vytrhání větší části původního kolejiště), vlevo byl Důl Josef.

Jáma Josef se nacházela přímo u Báňské dráhy v jejím 8,350 km.

### Těžba uhlí
Do roku 1916 se dobývaly sloje jaklovecké vrstvy ostravského souvrství , pak byla těžba dopravována důlními díly na mateřský Důl Michal. Po centralizaci sjezdu mužstva na jámě Michal v roce 1925 byli havíři dopravováni podzemím na pracoviště jámy Josef.
Pravidelná těžba byla na dole Josef zahájena v roce 1884. V té době byla vyhloubena do úrovně 1. patra a měla hloubku 124 m. V úrovni 1. patra byla překopem směrem na jih spojena s dolem Jan. V roce 1898 byla na důl Josef převedena těžba z dolu Jan a ten se stal pomocným dolem dolu Josef. V roce 1890 byla vykazována roční těžba dolů Josef a Jan ve výši 108 642 t.

### Údaje o dolu Josef (Slezská Ostrava).
| Název | Druh jámy     | Založení | hloubka jámy [m] | vytěženo | období těžby | likvidace   | dobývací pole [ha] | poznámka |
| ----- | ------------- | -------- | ---------------- | -------- | ------------ | ----------- | ------------------ | -------- |
| Josef | těžní, větrní | 1879     | 652,2            | -        | 1884 až 1916 | 1935 a 1975 | 25                 | 11 pater |

### Ubytování
Pro havíře SDF postavila v roce 1892 kasárna v blízkosti dolu a v letech 1902–1908 Josefskou kolonii 200 m jižním směrem dolu Josef. V kolonii bylo 16 dělnických domů z toho 2 dvou patrové domy. Kolonií prochází ulice Na Jánské. V roce 2012 zde bylo 12 domů.